# London Town (nummer)
"London Town" is een nummer van de rockband Wings. Het is het titelnummer en de openingstrack van het gelijknamige album uit 1978. 
Paul McCartney en Denny Laine begonnen eind 1975 met het schrijven van "London Town" in het Australische Perth, tijdens de Wings Over the World-tournee en voltooiden het later in Schotland. De leadzang is van Paul McCartney en de achtergrondzang van Linda McCartney en Laine. Het was een van de eerste nummers die werd opgenomen voor het London Town-album, voorafgaand aan het vertrek van Joe English en Jimmy McCulloch, die respectievelijk drums en gitaar spelen op de track. Laine speelt ook gitaar, Paul McCartney speelt basgitaar en Linda McCartney speelt keyboards. De tekst van "London Town" gaat over "gewone mensen" en het dagelijks leven in Londen.
Het nummer had slechts bescheiden succes. In de Billboard Hot 100 werd plek 39 behaald en in de UK Singles Chart de zestigste positie.

## NPO Radio 2 Top 2000
London Town stond alleen in 1999 in de NPO Radio 2 Top 2000, op plek 1293.